# Правило тинктур
Пра́вило тинкту́р — є основним правилом геральдики і полягає в ненакладанні металевих фігур на металеві поля або фініфтяних фігур на фініфтяні поля. Між тим, існує достатня кількість гербів, що порушують це правило (для підкреслення особливого статусу або через неуцтво творців герба), а також безліч різних аспектів, коли порушення правила, що здається на перший погляд, таким не є.
При цьому металами в геральдиці є золото і срібло. Згідно з популярною гіпотезою, виникнення правила пов'язане з тим, що чергуванням металевого блиску і спокійніших кольорів на гербі досягається сильний контраст, що робить герб впізнанним на відстані. У середньовіччі було дуже важливим пізнавати лицарів на великій відстані. Це правило могло бути порушене з метою підкреслити особливий статус герба.
Національні прапори як наступники середньовічних прапорів і штандартів також будуються на основі правила контрасту кольорів, при цьому близько 20 відсотків з них не відповідають цьому стандарту. Класичний приклад умисної невідповідності правилу тинктур — Ватикан. Аналогічне порушення є присутнім у прапорі Російської Імперії 1858–1883 років.
До тих, що порушують правило гербам відноситься герб Єрусалимського королівства, в якому золоті хрести розміщені в срібному щиті. Це порушення, ймовірно, було зроблене, щоб показати високий статус королівства по відношенню до інших держав. Подібні порушення освячені часом і в геральдиці не розглядаються як щось, що потребує виправлення.

Герб середньовічної Франції: відповідність правилу
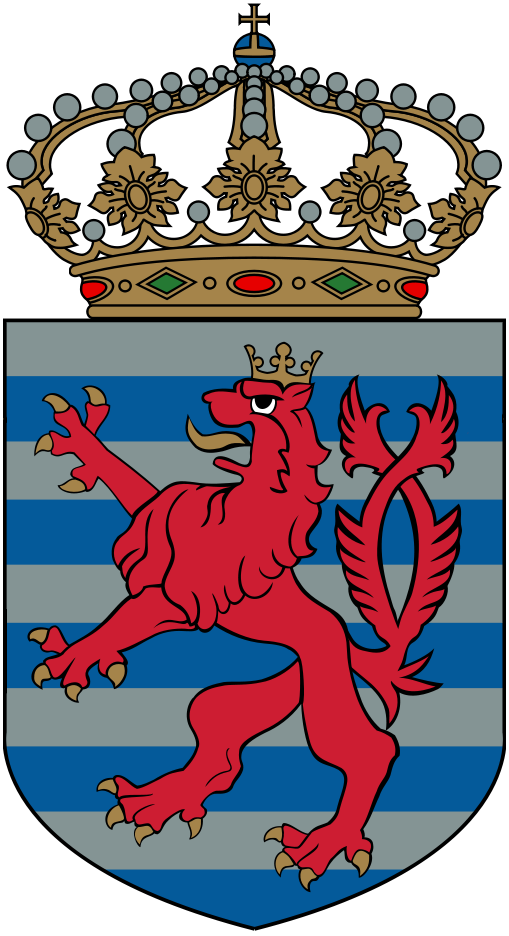
Герб Люксембурга: відповідність правилу
Герб Пуату - Шаранта (Франція): відповідність правилу
Герб Албанії: порушення правила
Герб Єрусалимського королівства: порушення правила